# Vasilikí Thánou
Vasilikí Thánou-Christophilou (en griego: Βασιλική Θάνου-Χριστοφίλου), más conocida por su nombre premarital, Vasilikí Thánou (Calcis, Eubea, 1950), es una jurista y juez griega, que desempeñó con carácter provisional, el cargo de primera ministra de Grecia desde el 27 de agosto hasta el 21 de septiembre de 2015 —en reemplazo de Alexis Tsipras— y continuó en el cargo hasta la celebración de las elecciones parlamentarias anticipadas de septiembre de 2015. Fue la primera mujer en la historia de Grecia en ocupar el cargo.
Desde el 1 de julio de 2015 hasta el 10 de septiembre de 2017, Vasilikí Thánou fue la presidente del Areópago (en griego: Άρειος Πάγος, Áreios Págos), la corte suprema de casación civil y penal, uno de los tres altos tribunales del sistema judicial de Grecia. Thánou es la jueza de mayor antigüedad de este país, y por tanto, también preside la Corte Suprema Especial (en griego: Ανώτατο Ειδικό Δικαστήριο, Anótato Idikó Dikastirio), de acuerdo al artículo 100 de la Constitución de Grecia.

## Nacimiento, educación y profesión
Vasilikí Thánou nació en 1950, en Calcis, en la isla de Eubea, región de Grecia Central. Es abogada de profesión, egresada de la Facultad de Derecho de la Universidad de Atenas, y luego realizó estudios de postgrado en París para obtener el Diploma superior universitario en Derecho de la Unión Europea (del francés: Diplôme supérieur d’université —DSU— de Droit de l’Union européenne) en la Universidad de París II, Sorbona. 